# Anomala splendida
Anomala splendida är en skalbaggsart som beskrevs av Ménétriès 1832. Anomala splendida ingår i släktet Anomala och familjen Rutelidae. Inga underarter finns listade i Catalogue of Life.